# Rudolf Hoke
Rudolf Hoke (* 15. August 1929 in Duisburg; † 26. Mai 2025 in Wien) war ein österreichischer Rechtshistoriker und emeritierter Professor der Universität Wien.

Todesanzeige

## Leben
Hoke studierte Rechtswissenschaften und Staatswissenschaften in Wien, beide Studien schloss er mit der Promotion ab. An der Universität Saarbrücken wurde er ab 1956 der erste Assistent von Wilhelm Wegener. 1966 habilitierte sich Hoke mit einer Arbeit über die Reichsstaatsrechtslehre des Johannes Limnaeus. Nach seiner Habilitation war er an der Universität Saarbrücken zunächst als Privatdozent, dann als Professor tätig. Von 1967 bis 1969 gehörte er als Senator zum Führungsgremium dieser Universität.
Die Verfassungsgeschichte des deutschen Reiches (Heiliges Römisches Reich deutscher Nation) und die darin (in der sogenannten „Reichspublizistik“) vertretenen Positionen blieben auch danach einer der Schwerpunkte der wissenschaftlichen Arbeit Hokes. Sie waren Grundlage einer Reihe von Vortragsreisen nach Frankreich und Italien und von Publikationen in diesen Ländern.
1971 wurde er als Nachfolger des verstorbenen Hans Lentze an die Universität Wien berufen. Als Professor am Institut für Deutsches Recht und österreichische Verfassungs- und Verwaltungsgeschichte war Rudolf Hoke bis zu seiner Emeritierung 1997 tätig. Er war wie sein Institutskollege Werner Ogris über längere Zeit Vorstand dieses Institutes. In den Jahren 1979 bis 1981 war er Dekan der Wiener juridischen Fakultät. Er war Mitglied der Vereinigung für Verfassungsgeschichte.
Seine wissenschaftlichen Arbeitsgebiete waren österreichische und deutsche Rechtsgeschichte, Wissenschaftsgeschichte, Kirchenrecht und deutsches Privatrecht.
Im September 1996 war Rudolf Hoke gemeinsam mit Werner Ogris Mitveranstalter des 31. Deutschen Rechtshistorikertags in Wien. Als Mitherausgeber der Rechtshistorischen Reihe war er an der Betreuung von über hundert Fachpublikationen beteiligt. Ilse Reiter-Zatloukal war eine von ihm betreute Habilitandin.

## Auszeichnungen
- 1983: Großes Silbernes Ehrenzeichen für Verdienste um die Republik Österreich[2]
- 2002: Ehrendoktorat der Université René Descartes Paris V
- Österreichisches Ehrenkreuz für Wissenschaft und Kunst I. Klasse

## Werke
Die folgenden Werke bilden nur eine Auswahl aus den Publikationen Rudolf Hokes.
- Die europäische Getreidewirtschaft nach dem zweiten Weltkrieg. Wien 1956. Staatswissenschaftliche Dissertation vom 13. November 1956.
- Festschrift Karl Gottfried Hugelmann. Band 2. Aalen 1959. Werkverzeichnis. S. 845–879.
- L’incorporation du comté de Bourgogne a l’Empire germanique. In: Mémoires de la Societé pour l’Histoire du Droit. Dijon. Band 23. Jahrgang 1962. S. 297 ff.
- Die Freigrafschaft Burgund, Savoyen und die Reichsstadt Besançon im Verbande des mittelalterlichen deutschen Reichs. In: Zeitschrift der Savigny-Stiftung für Rechtsgeschichte, Germanistische Abteilung. Band 79. Jahrgang 1962. S. 106–194.
- Die Reichsstaatsrechtslehre des Johannes Limnaeus. Ein Beitrag zur Geschichte der deutschen Staatsrechtswissenschaft im 17. Jahrhundert. (= Untersuchungen zur deutschen Staats- und Rechts-Geschichte. Neue Folge Band 9). Aalen 1968, ISBN 978-3-511-02829-9[3].
- Die rechtliche Stellung der national gemischten Bevölkerung am Nordrand der Adria im mittelalterlichen deutschen Reich. In: Zeitschrift der Savigny-Stiftung für Rechtsgeschichte, Germanistische Abteilung. Band 86. Jahrgang 1969. S. 41–74.
- Bodins Einfluss auf die Anfänge der Dogmatik des deutschen Reichsstaatsrechts. In: Horst Denzer: Verhandlungen der internationalen Bodin Tagung. München 1973 (= Münchener Studien zur Politik. Band 18). S. 315 ff.
- Die Staatslehre des jungen Thomasius. In: Festschrift für Heinrich Demelius. Wien 1973.
- Beiträge Johannes Limnaeus und Hippolithus a Lapide. In: Notker Hammerstein, Hasso Hofmann, Rudolf Hoke, Michael Stolleis: Staatsdenker im 17. und 18. Jahrhundert. Reichspublizistik, Politik, Naturrecht. Frankfurt am Main 1977, ISBN 3-472-65347-7, S. 100–117 und 118–128.
- Die Emanzipation der deutschen Staatsrechtswissenschaft von der Zivilistik im 17. Jahrhundert. In: Der Staat. Zeitschrift für Staatslehre und Verfassungsgeschichte, deutsches und europäisches öffentliches Recht. Band 15. Jahrgang 1976. ISSN 0038-884X, S. 211–230.
- Grundrechte im 19. Jahrhundert. Frankfurt-Bern 1982 (= Rechtshistorische Reihe. Band 19). ISBN 3-8204-7100-6 (als Herausgeber gemeinsam mit Gerhard Dilcher).
- Der Prozeß des Jan Hus und das Geleit König Sigmunds. In: Annuarium historiae conciliorum. Internationale Zeitschrift für Konziliengeschichtsforschung. Paderborn 1982, ISSN 0003-5157, S. 173–193.
- Verfassungsgerichtsbarkeit in den deutschen Ländern in der Tradition der deutschen Staatsgerichtsbarkeit. In: Christian Starck: Landesverfassungsgerichtsbarkeit. Teilband 1: Geschichte, Organisation, Rechtsvergleichung. (= Studien und Materialien zur Verfassungsgerichtsbarkeit. Band 25). Baden-Baden 1983, ISBN 3-7890-0940-7, S. 25–102.
- Österreich. In: Karlheinz Blaschke: Deutsche Verwaltungsgeschichte. Band 2: Vom Reichsdeputationshauptschluß bis zur Auflösung des Deutschen Bundes. 1983, ISBN 3-421-06118-1, S. 345–399.
- Althusius und die Souveränitätstheorie der realen und der personalen Majestät. In: Karl-Wilhelm Dahm, Werner Krawietz, Dieter Wyduckel: Politische Theorie des Johannes Althusius. Berlin 1988, ISBN 978-3-428-06273-7.
- Strafrechtspflege und Terrorismus im alten Österreich. Betrachtung zum Gesetz betreffend die zeitweise Einstellung der Geschwornengerichte vom Jahre 1873. In: Helfried Valentinitsch: Recht und Geschichte. Festschrift Hermann Baltl zum 70. Geburtstag. Graz 1988, ISBN 3-7011-9036-4, S. 319–346.
- Persönlichkeiten der Verwaltung. In: Kurt Jeserich: Persönlichkeiten der Verwaltung. Biographien zur deutschen Verwaltungsgeschichte 1648–1945. Stuttgart 1991, ISBN 3-17-010718-6, S. 43–187.
- L’ empereur d’Autriche et l’empereur romain. Les changements intervenus en 1804 et 1806 à la suite de la révolution française. In: Pierre Villard, Jean-Marie Carbasse: L’unité des principaux États européens à la veille de la révolution. Institut d’Histoire du Droit, Univ. René Descartes. Paris 1992, S. 152–162.
- Der Kaiser von Österreich und der Römische Kaiser. In: Wilhelm Brauneder: Heiliges Römisches Reich und moderne Staatlichkeit. Frankfurt 1993, ISBN 3-631-45871-1, S. 111–123.
- Zur europäischen Rechtskultur. In: Werner Ogris, Walter Rechberger: Gedenkschrift Herbert Hofmeister. Wien 1996, ISBN 3-214-06131-3, S. 273–281.
- Historische Entwicklungslinien des Föderalismus in Österreich. In: Faculté de Droit de Lausanne (Jean-Francois Gerkens, Hrsg.): Mélanges Fritz Sturm. Offerts par ses collègues et ses amis à l’occasion de son soixante-dixième anniversaire. Vol. I. Editions Juridiques de l’Université de Liège. Liège 1999, ISBN 2-930290-00-5, S. 721–735.
- Il federalismo austriaco. Vortrag am 7. November 1997 im Rahmen des Colloquio internazionale: Organizzare l’Ordinamento. Federalismo e statualismo – forme di Stato e forme di governo. Facoltà di giurisprudenza, Università di Sassari. 6.–8. November 1997.
- Die antikaiserliche Reichspublizistik vor dem Westfälischen Frieden. Vortrag am 28.–29. November 1997 an der Juristischen Fakultät der TU Dresden auf der Interdisziplinären und Internationalen Tagung der Johannes-Althusius-Gesellschaft Der Westfälische Frieden in westlicher und östlicher Perspektive. Ausgearbeitet unter dem Titel: Die reichsständische Reichspublizistik und ihre Bedeutung für den Westfälischen Frieden. In: Olav Moorman van Kappen, Dieter Wyduckel: Der Westfälische Frieden in rechts- und staatstheoretischer Perspektive. (= Sonderheft Westfälischer Frieden der Zeitschrift Rechtstheorie. Band 29). Berlin 1998. Heft 2. ISBN 3-428-09746-7, S. 141–152.
- Mais qui était donc le souverain du Saint Empire? Une question du droit public allemand posée et résolue à patir de la doctrine française. Vortrag am 12. Dezember 1997 an der Université René Descartes Paris V beim Symposium Droit Germanique, droit français. Approches comparatives de deux traditions juridiques. Ausgearbeitet in: Revue d’Histoire des Facultés de Droit et de la Science Juridique 1998, S. 35–47.
- Die Souveränitätslehre des Benedict Carpzov. In: Herbert Haller: Staat und Recht. Festschrift Günther Winkler. Wien, New York 1997, ISBN 3-211-83024-3, S. 319–336.
- Prokaiserliche und antikaiserliche Reichspublizistik. In: Heinz Duchhardt, Matthias Schnettger: Reichsständische Libertät und habsburgisches Kaisertum. (= Veröffentlichungen des Instituts für Europäische Geschichte Mainz, Abteilung Universalgeschichte. Beiheft 48). Mainz 1999, ISBN 3-8053-2577-0, S. 119–132.
- Jubiläum der Kirchenrechtswissenschaft in Wien. In: Österreichisches Archiv für Recht und Religion (früher: Archiv für Kirchenrecht ÖAKR) – ÖARR. Band 46. Jahrgang 1999. ISSN 1560-8670, S. 181–205.
- Rechtshistorische Reihe. (als Mitherausgeber). Frankfurt am Main/Berlin/Bern/Brüssel/New York/Paris/Wien, ISSN 0344-290X.
- Beiträge zum Handwörterbuch zur deutschen Rechtsgeschichte. 1964–1995, ISBN 3-503-07912-2.
- Quellensammlung zur österreichischen und deutschen Rechtsgeschichte vornehmlich für den Studiengebrauch. Wien/Köln/Weimar 1993, ISBN 3-205-98036-0 (gemeinsam mit Ilse Reiter-Zatloukal).
- Österreichische und Deutsche Rechtsgeschichte. Wien/Köln/Weimar 1996, ISBN 3-205-98179-0.
- Carpzov als Reichspublizist: Seine Souveränitätslehre. In: Günter Jerouschek: Benedikt Carpzov. Neue Perspektiven zu einem umstrittenen sächsischen Juristen. (= Rothenburger Gespräche zur Strafrechtsgeschichte. Band 2). Tübingen 2000, ISBN 3-89295-695-2.
- Zur Frage einer Verfassung für Europa. Ludwig Boltzmann Institut für Europarecht. Wien 2004, ISBN 3-9500388-4-1.